# 庫斯托爾卡湖
56°00′01″N 42°57′14″E / 56.00028°N 42.95389°E

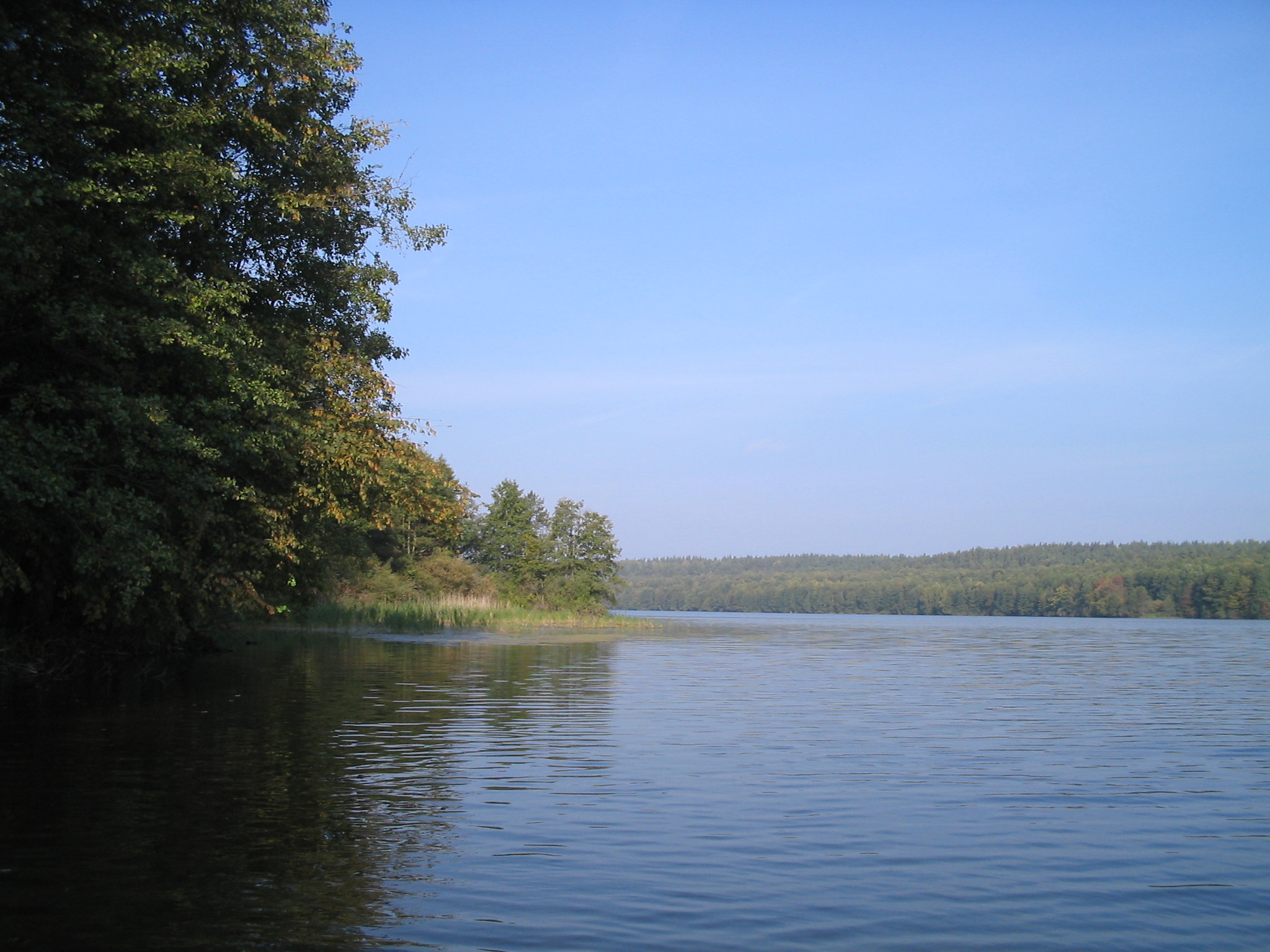
庫斯托爾卡湖

庫斯托爾卡湖（俄语：Кусторка），是俄羅斯的湖泊，位於該國西部，由下諾夫哥羅德州負責管轄，長5公里、寬0.35公里，面積1.56平方公里，海拔高度71米，最大水深2.2米，湖岸線長度11公里。